# سيف الإسلام بن سعود بن عبد العزيز آل سعود
الأمير سيف الإسلام بن سعود بن عبد العزيز آل سعود الابن السادس والثلاثون من أبناء الملك سعود بن عبد العزيز آل سعود، ولد في مدينة الرياض عام 1956 في الناصرية.
وحصل على الثانوية من معهد العاصمة النموذجي بالرياض وعلى البكالوريوس من قسم الإعلام ـ كلية الآداب ـ جامعة الملك سعود وحصل على الماجستير من الجامعة نفسها، والدكتوراه حصل عليها من جامعة القاهرة ـ قسم الاجتماع ـ كلية الآداب ـ وكانت بعنوان " التأثير الاجتماعي للإعلانات التلفزيونية على الأسرة السعودية القاطنة بالرياض.
عمل الأمير من سنة 1981 وحتى عام 1998 في القطاع الحكومي السعودي في مكتب وزير الداخلية، ثم عمل أستاذاً متعاوناً في جامعة الملك سعود. له ثلاث روايات حتى الآن: الكنز التركي، وقلب من بنقلان، وطنين. وله مقالات أسبوعية في عدد من الصحف السعودية والخليجية، جمع بعضها في كتاب تنهيدة العربي الأخيرة، كما أنه يعد برامج ثقافية وأدبية إذاعية للإذاعة السعودية.
شغل العديد من المناصب الرياضية، حيث سبق وأن تقلد منصب نائب رئيس مجلس إدارة النصر لمدة 4 سنوات، ثم نُصب رئيساً لهيئة أعضاء الشرف بالنادي في وقت لاحق، وحالياً يعمل مستشاراً خاصاً للملك بالديوان الملكي.

## زوجاته
- الأميرة هناء بنت مشاري بن عبد العزيز آل سعود (مطلقة). والدة الأمير فيصل.
- الأميرة موضي بنت محمد بن عبد العزيز النمر (على ذمته). والدة الأميرة ريم، الأمير سعود، الأميرة رهام، الأميرة نجد، والأميرة شهد.

## أبناؤه
1. الأمير الشاعر فيصل بن سيف الإسلام بن سعود.[2]
2. الأميرة ريم بنت سيف الإسلام بن سعود. كانت متزوجة من تركي بن عبد الرحمن بن تركي الأحمد السديري.[3][4]
3. الأمير سعود بن سيف الإسلام بن سعود (يعمل ضابطًا برتبة نقيب مظلي). كان متزوج من كريمة الأمير يوسف بن سعود بن عبد العزيز آل سعود[5]، ومتزوج من كريمة فيصل بن خالد بن محمد بن حثلين.
4. الأميرة رهام بنت سيف الإسلام بن سعود، متزوجة من الامير مساعد بن جلوي بن عبد العزيز بن مساعد بن جلوي آل سعود[6].
5. الأميرة نجد بنت سيف الإسلام بن سعود، متزوجة من الأمير سعد بن منصور بن سعد بن سعود بن عبد العزيز آل سعود.[7]
6. الأميرة شهد بنت سيف الاسلام بن سعود، متزوجة من الأمير سعود بن محمد العبدالله الفيصل.